# Вирт (книга)
«Вирт» (англ. Vurt) — первая книга Джеффа Нуна, написанная в 1993 году. Вместе с другими произведениями автора — книгами «Пыльца» и «Нимформация» — составляет трилогию.

## Сюжет
В повседневной реальности, описанной в книге, существует такое понятие, как «вирт» — мир трип-снов, вход в который приносят с собой новые виды наркотиков, так называемых «перьев», разнообразие которых не раз описывается в книге. По улицам Манчестера помимо людей бродят теневые люди, люди-псы, виртуальные люди, робо-собаки и прочая нечисть. Группа отвязанных молодых людей, именующих себя Тайными Райдерами, во время очередного трипа в вирт потеряла там свою сестру Дездемону. Вместо неё в реальность из Вирта вынесло некое непонятное бесформенное существо с шестью щупальцами. Чтобы вызволить Дездемону из виртуального плена, главный герой книги Скриббл, брат потерянной девушки, должен обменять её обратно на этого пришельца. Но обмен можно произвести, только попав в мета-вирт — вирт, находящийся внутри виртуальной реальности, куда открыт доступ только существам высшего порядка, постоянно живущим в вирте. Безнадежные попытки Скриббла и Тайных Райдеров прорваться в мета-вирт, стычки с теневыми полицейскими, общение со всякими таинственными существами, а также воспоминания Скриббла о его трагическом романе с собственной сестрой и составляют сюжет книги.

## Восприятие
«Вирт» добился как критического, так и коммерческого успеха.
В 1994 году роман был отмечен премией Артура Кларка.
В то же время книга вызвала критику из-за своей псевдонаучности и «дикого и калейдоскопического», но неудобоваримого сюжета. Entertainment Weekly счёл, что «Вирт» не заслуживает получения премии Кларка, заявив: «Сентиментальный инцест и юношеские самоудовлетворения никого не беспокоят и не тревожат».

## Экранизация
Нун приступил к написанию сценария для киноверсии «Вирта» в 2002 году, режиссёром должен был стать Иэн Софтли. В 2005 году писатель заявил на своём веб-сайте, что «в создании фильма „Вирт“ на данный момент всё замолчало. Давайте задержим дыхание и подождём».
В 2018 году Netflix приобрёл права на экранную адаптацию у Ravendesk Entertainment для создания телесериала, пилотную серию которого написал сценарист и продюсер «Очень странных дел» Пол Дихтер. Однако после более чем двух лет разработки сериал  так и не был   запущен в производство.